# Pseudephedranthus fragrans
Pseudephedranthus es un género monotípico de plantas fanerógamas con una especie perteneciente a la familia de las anonáceas. Su única especie: Pseudephedranthus fragrans, es nativa de América meridional. 
 Se distribuye por Venezuela y Brasil en la Amazonia.

## Taxonomía
Pseudephedranthus fragrans fue descrita por (R.E.Fr.) Aristeg. y publicado en Memoirs of The New York Botanical Garden 18: 43. 1969.
Etimología
Pseudephedranthus: nombre genérico compuesto que significa " igual que Ephedranthus".
Sinonimia
- Ephedranthus fragrans R.E.Fr.	basónimo